# الغولة (أرحب)
الغولة هي إحدى قرى عزلة زندان بمديرية أرحب التابعة لمحافظة صنعاء، بلغ تعداد سكانها 733 نسمة حسب تعداد اليمن لعام 2004.